# Acanthacaris caeca
Acanthacaris caeca е вид ракообразно от семейство Омари (Nephropidae). Видът е незастрашен от изчезване.

## Разпространение и местообитание
Разпространен е в Антигуа и Барбуда, Барбадос, Бахамски острови, Белиз, Бразилия, Венецуела, Гваделупа, Гватемала, Гренада, Доминика, Доминиканска република, Коста Рика, Куба, Мартиника, Мексико, Никарагуа, Панама, САЩ (Алабама, Луизиана, Мисисипи, Тексас и Флорида), Сейнт Винсент и Гренадини, Сейнт Китс и Невис, Сейнт Лусия, Тринидад и Тобаго, Хаити, Хондурас и Ямайка.
Среща се на дълбочина от 27 до 914 m, при температура на водата от 5,3 до 23,2 °C и соленост 34,8 – 36,7 ‰.